# 貴州苗族龍舟節
貴州苗族龍舟節是中國貴州省東南地區苗族人每年在端午節起至農曆五月尾的傳統民俗活動，當地苗族人會在這天划獨木龍舟。除賽龍舟外，還有跳踩鼓舞、對唱山歌等其他活動。苗語稱這活動為「甕」，意為划龍船，或叫「婁甕」，意為吃龍肉。貴州的苗族划龍舟活動獨特的龍舟形狀和比賽規則，與其他地區的龍舟相比之下顯得與眾不同，被譽為苗族體育運動的一朵奇葩。
苗族人傳統上重視端午節，據宋朝人朱輔所著的《溪蠻叢笑》載，湘江、沅江流域之間的苗族人，無論是否與漢人交往密切都很重視端午節，去看龍舟往往花上三天時間。而清朝乾隆年間徐家乾所著的《苗疆聞見錄》亦記述當地苗人喜歡賽龍舟，以五月二十為端午節，在清水江寬深之處賽龍舟。龍舟以完整的樹榦木材製成，長五、六丈，前安龍頭，後置鳳尾，中間能容二、三十人，以短橈來划動，行走時速度飛快。
苗人以划龍舟來慶祝插秧成功和預祝五穀豐登，並有驱旱求雨、祓邪厌胜、祈子求嗣等意義，其中清水江苗族《龙舟飞歌》
中有：“要划龙船，人类才兴”、“你们给龙一头猪，龙给大家添子孙”等歌詞，其《祭龙舟词》又有：“赐给大家添子孙，多象蜜峰万万千”，可見賽龍舟祈子求嗣的动机。熱鬧的祭龍儀式亦與古老年代祈求降雨的傳說有關。他們把參加龍舟競賽視為一件光榮的事，親友也會準備禮物在江邊送行。

## 起源傳說
苗族人划龍舟的習俗有悠久的歷史，它的起源也流傳著幾個不同的傳說。這些傳說都與龍圖騰和祈福有關。

### 紀念屠龍勇士與祈福說
相傳過去江河邊住著一個名叫保的苗家漁民，有一天他帶著獨子九保下河打魚，突然風雨大作，一條龍躍出把九保拖進龍洞，於是保潛水進龍洞救子，卻發現惡龍已把他兒子殺死並當作枕頭，就決心為子報仇，於是放火燒死龍，龍洞的煙霧彌漫整個地區。之後是一連九天九夜天昏地暗，直至一個婦女帶著孩子到江邊濯衣，孩子把母親的捶衣棒在水里劃上劃下邊嬉戲邊念著：「咚咚多！咚咚多！」，天上頓時雲消霧散，太陽再出來，被燒死的惡龍也被發現漂浮在水面。各寨的人知道後便先後趕到江邊分龍肉，最早發現並分得龍頭是勝秉寨（另一說是龍頭先分殺龍的保），施洞分到了龍尾，楊家寨只分得龍腸子。另一說法是殺龍和分龍肉後才風雲變色，連日不開，直至小孩用捶衣棒拍打江水和模仿鼓聲，天就亮了。
後來死去的龍託夢給苗人，叫他們行好，用杉樹仿照它的身軀造成舟，在清水江、小江河一帶模仿龍的動作划上幾天，牠就能興雲作雨，保他們五谷豐登。起初他們做幾隻龍船試划，果然遇有大雨，于是各寨紛紛仿效。眾人本來商定在農曆五月初五、初六舉行龍舟賽，但為免妨礙生產，各寨又互相協商划龍舟的日子，最後決定勝平、平挑兩寨於五月初五划船、平寨於農曆五月二十四日、塘龍二十五、榕山十六、施洞的二十六日，這個次序就傳世至今。

### 望被雷公所殺龍王復活降雨說
又有一說，龍並非被苗民所殺，而是被雷公劈死。相傳龍王有一次行錯了雨步，下雨的時間違反天意。大怒的天公命雷公把犯錯的龍王劈成數段拋入江中，於是當地天大旱，苗民就造龍船沿清水江划渡，象徵被雷公劈死的龍王復活了，又按常規降雨人間。與上述傳說都是以賽龍舟來求雨。

## 龍舟
貴州苗族所划的龍舟形狀與其他地區的大異其趣，每艘龍舟以一條完整杉木或大梧桐挖空成槽形，一大二小的龍舟並排成一組，船體很長。大者為母船，苗語稱“合迷”，長21至24米，寬約0.7米，船中心前後共六艙，前部接有雕刻精緻的五彩龍頭，其中台江施洞的龙舟龙头上都有代表男根、象徵祈子重男的鳥形和可能表示实现祈子求嗣、鱼水之欢的鱼形饰物。宛似牛角的龍角上常寫有“風調雨順”、“國泰民安”等吉祥語。母船翹首水面，兩個角尖之間拉一根細繩子，挂上小紅旗。角後有四根一米多長的野雞毛立著。船尾也翹出水面，插著芳草製成的「鳳尾」置於正中。兩側較小者為子船，苗語稱“嘎獃”，長15米左右，寬約0.5米，專供橈手乘坐。有人以這種龍舟的組合方式稱之為「子母龍舟」，也有人以製作方式稱之為「獨木龍舟」。每個寨至少有一組龍舟，一些兩百戶以上的大寨可有兩至三組龍舟。
這種“子母船”本是苗家水上劳作和走亲串友的水上交通工具，後來卻变成的龙首形装饰的“子母龍舟”，一些研究者认为这是因為“子母船”的竞渡活动受中原龙文化影響，到後來除了用龙首装饰以外，还用自己的方式祭龙神祈年。龍舟在平時會存放在專用的“龍船棚”內。有的“龍船棚”寫滿如：「龍船千古事，忠孝一生興」、「典祀千年重，錦延百事傳」、「江山千古意，時序百年興」等楹聯。橫批則多為“民眾團聚”、“萬寶來朝”等。

## 划龍舟的過程

### 划前準備
龍舟從製作到開航試水，以至划前的準備，都有著嚴肅莊重的禮儀。在划龍舟前五、六天，苗民就要把龍船洗刷一新。至划龍舟前一至兩天就會把母船和子船繫為一體，並安上五彩龍頭。在龍舟下水前，村民要先舉行隆重的祭祀龍舟儀式，方抬下龍船，放入江中練習和比賽。赛龙舟那天的清晨舉行的開劃儀式，是把龍舟拖到河邊沙灘上
，在河邊、緩口等有龍神之位的井邊和溝邊置方桌一張，桌腳綁去掉樹葉和樹皮的樹枝、雨傘、紅布、紙錢和一把青草。桌上供米一升，去毛白公雞一隻，插三炷香，斟上三杯酒，以掃邪敬神，由寨中德高望重的老人立于沙滩，对着龙舟念祖源和龙的起源，并祭献贡品。這時穿長袍的巫師會站在桌旁，左手抓著白公雞，右手不時抓米向龍舟拋撒，口唸巫詞祭龍神。念畢巫詞就用右手握刀，一刀砍下雞頭，並把雞拋向龍舟，祭龍儀式就完畢，划龍舟活動就開始了。由於苗族把龙舟赛的顺利进行视为来年丰收的开端，因此祭祀过程中有不少忌讳，如忌妇女上舟等。
競渡前，鄉親們要給各龍舟贈送雞、鴨、鵝、豬等禽畜作為禮品，這些禮品包括水手在節日期間每天三餐享用的酒肉，並有能書會算的“文化人”在船上專記下他們所送的禮品種類和數量。禮品會被放在船上或掛在船頭，於是母船六艙的中四艙就會裝載著禮品和競渡水手食品。

### 行舟
每組龍舟共有橈手三四十名，舟上有鼓頭、鑼手、艄公、撐篙各一人，或站或坐於母船上；鼓頭或稱「龍船頭」，由頭面人物擔任，一般從寨中大姓產生，負責猛烈擊鼓，催促橈手奮勇向前衝刺，全船橈手都要聽從鼓手指揮，按鼓聲節奏揮槳划船。鑼手由一男扮女裝、衣著華麗、頭戴苗家女銀飾的十至十二歲男孩擔任，應著鼓點節奏打鑼。由懂水性的老人當負責掌舵的艄公，艄公以長橈片充舵槳，控制船向，並發出號令調節橈手用橈節律，指揮的重任也落在他身上。艄公和鑼手一老一少，象徵古代被惡龍拖下河死和潛水燒死惡龍的英雄父子。而撐篙則由力氣好、識水性、年青力壯者站在船頭擔當。
橈手分別站在兩條子船上，每條子船各十多至二十人。家中有婦女生小孩者不得當橈手。橈手們頭戴插有鳳尾銀片的馬尾斗笠，以示祈雨；身穿紫黑油亮的苗族盛裝——紫青色土布對襟短衫，弓步兀立，並肩排列。橈手們都是站立用橈。
開賽時、離寨時、歸寨時都有專人負責在船上放土炮象徵開賽的銃炮一聲轟響，十幾隻龍舟如箭一般在江上破浪前進，千張橈槳齊飛，勢如排山倒海；鑼鼓隻起助威、喧染氣氛；兩岸的人喊聲雷動，群情鼎沸。按照傳統巫術規矩，龍船在途中不得半途停頓或休息，必須一鼓作氣划到終點；龍船調頭後，艄公會分給橈手每人一束青草用以驅邪，然後一起投入江中。勝利者最後可得一面錦旗。

### 競渡後
賽事結束時，龍舟滿載禮品緩緩而去，親友們揮手互別。橈手們則高歌，期待來年再相會。各村寨會挑一隻全村最肥大的豬，宰來酬謝全村對龍船節的支援，全寨大排酒席，一起聚餐。聚餐除了酬謝橈手和村民支持之外，還有互祝風調雨順、國泰民安的意義。

## 周邊其他節慶活動
除了龍舟競渡外，龍舟節還有其他民俗娛樂活動同時進行。如賽馬、鬥牛、鬥雀、吹笙、踩鼓等民俗活動，一直進行到深夜，此時也是青年男女遊方對唱、談情說愛的佳節。據明朝弘治年間所修的《贵州图经新志·镇远府·风俗》载，當地苗族富家女在龍舟節期間會盛裝錦衣，戴著大耳環、項圈等飾物，與長得好看的男子答話、酬唱、交談，交談深入就訂婚，甚至即時私奔，是上古祭社活动中的文化残餘和历史流变。

## 外部連結
- 台江苗族同胞歡度獨木龍舟節
- 獨木龍舟賽